# De Zeven van Aromater
De Zeven van Aromater is een stripalbum uit 1984 en het twaalfde deel uit de stripreeks Storm, getekend door Don Lawrence naar een scenario van Martin Lodewijk. Het is het derde deel van de subreeks De kronieken van Pandarve.

## Verhaallijn
Storm, Roodhaar en Nomad komen in Aromater terecht, een eens machtige handelsstad die nu op haar retour is. Storm blijkt hier de laatste uitverkorene te zijn om samen met zes andere uitverkorenen het Breinkoraal terug te halen.
Aromater bleek namelijk eens door twee broers te worden regeerd, de Eeuwige Prinsen. Zij bezaten Breinkoraal, een mystiek erts, dat hun onsterfelijkheid en macht verschafte. Aromater werd de machtigste stad op Pandarve. Maar op een dag kregen de broers ruzie en een van hen stal met zeven dienaren het Breinkoraal. Zij dronken het bloed van Pandarve, dat de prins in een duistere zwarte demon veranderde en zijn dienaren in willoze robots. De achtergebleven Eeuwige Prins was niet meer onsterfelijk en begon te verouderen, terwijl ook Aromater haar glorie kwijtraakte. Daarom rekruteert de Eeuwige Prins zeven sterke mannen die het Breinkoraal moeten gaan terugstelen.
Om dit kunststuk te volbrengen wordt Storm gedwongen ook bloed van Pandarve te drinken waardoor hij in een willoze robot verandert. De Eeuwige Prins en de Zeven gaan scheep met als bestemming de Rode Traan, een kleine maan van Pandarve op enkele kilometers boven de zee en verbonden met het oppervlak van Pandarve via een maalstroom. Nomad en Roodhaar gaan stiekem ook met de boot mee om koste wat kost Storm te helpen. Om de gevaren van de tocht te kunnen weerstaan drinkt Roodhaar ook bloed van Pandarve maar omdat het maar een beetje was wordt ze geen willoze slaaf maar krijgt ze wel een wit robot-achtig uiterlijk. Ze stuurt de boot achter de Zeven aan, naar de plaats waar het water door de aantrekkingskracht van het maantje omhooggezogen wordt.
Slechts Roodhaars lichaam kan de gevaren van de maan weerstaan en na Nomad en de Eeuwige Prins in veiligheid gebracht te hebben volgt ze de Zeven. Uiteindelijk komt ze in de Breinmijn waar hij Breinkoraal vandaan kwam, en treft daar de Zeven in gevecht met de dienaren van de afvallige broer. Deze afvallige broer zit zich verkneukelend toe te kijken. De Eeuwige Prins had namelijk een fout gemaakt, want zijn broer is met zijn eigen dienaren in de meerderheid en heeft bovendien het Breinkoraal. Roodhaar maakt echter haar entree en vernietigt het Breinkoraal. Bovendien is zij wit, waarmee ze de zwartheid van de afvallige prins opheft en hem kan vernietigen. De afvallige prins verdwijnt en zowel zijn dienaren als de Zeven smelten, maar Storm en Roodhaar worden normaal omdat ze niet van Pandarve komen. Ook het Breinkoraal is verdwenen. 
Wanneer ze terugkeren rent de Eeuwige Prins in vertwijfeling en wanhoop over het verlies van het Breinkoraal de giftige dampen van de Breinmijn in. Storm, Roodhaar en Nomad moeten vluchten voor een enorme horde monsters, en klimmen in een enorme pluisbol. Deze raakt los door de wind, waardoor de pluisbol de interstellaire ruimte van Pandarve wordt ingeblazen.

## Trivia
- Twee prinsen regeren over een stad, maar krijgen onenigheid. Eén van hen huurt zeven helpers om met geweld een oplossing te forceren. In 467 v.Chr. schreef de Griekse toneeldichter Aischylos Zeven tegen Thebe met deze verhaalelementen.
- Storm wordt uitverkoren omdat hij een zwaard uit een steen trekt. Dit doet denken aan de Koning Arthurlegende.
- Het verhaal van een handelsstad die in verval raakt doordat de heersers onvoorzichtig omgaan met bovennatuurlijke zaken, doet denken aan het verhaal van het Vrouwtje van Stavoren.